# Us (affluente del Mezen')
L'Us (in russo Ус?) è un fiume della Russia europea nordoccidentale, affluente di sinistra del Mezen'. Scorre nell'Udorskij rajon della Repubblica dei Komi.
La direzionedel suo corso è preminentemente settentrionale. Sfocia nel Mezen' a 586 km dalla foce, poco a nord-ovest dal villaggio di Usogorsk. Ha una lunghezza di 102 km, il suo bacino è di 917 km².